# Organulo

Gli organelli di una cellula vegetale

Gli organelli di una cellula animale

Gli  organuli o organelli sono strutture provviste di membrana presenti all'interno della cellula eucariota che svolgono differenti funzioni necessarie alla sua sopravvivenza. Gli organuli, assieme al citosol, formano il citoplasma. 
La presenza di tali strutture è una delle differenze fra cellule eucariote e procariote, che ne sono prive. Altre formazioni, come ribosomi, citoscheletro, centrosoma, centriolo e nucleolo non possono essere considerate organuli, in quanto privi di membrana. Alcuni organuli, come i mitocondri e i cloroplasti, vengono divisi in modo sommario fra le due cellule figlie durante la mitosi, perché in grado poi di autoduplicarsi.
Le teorie sulla nascita di alcuni organuli sono varie e controverse. Una molto accreditata sostiene che si siano originati da organismi a sé stanti fagocitati dalle cellule in tempi preistorici, che hanno cominciato a vivere in simbiosi con le cellule stesse fino a diventarne parte. A favore di questa teoria c'è il fatto che molti organuli, ad esempio, come detto, i cloroplasti e i mitocondri, sono in grado di dividersi autonomamente e inoltre possiedono un DNA proprio.
|                       | Cellula animale tipica | Cellula vegetale tipica |
| Organelli             | - Nucleo - Nucleolo (all'interno del nucleo) - Reticolo endoplasmatico rugoso - Reticolo endoplasmatico liscio - Ribosomi - Citoscheletro - Apparato di Golgi - Perossisomi - Mitocondri (sistema formato dalla membrana eucariotica, cioè l'organulo vero e proprio, e dall'eubatterio rickettsiale endosimbionte) - Lisosomi - Centrosomi - Centrioli | - Nucleo - Nucleolo (all'interno del nucleo) - Reticolo endoplasmatico rugoso - Reticolo endoplasmatico liscio - Ribosomi - Citoscheletro - Apparato di Golgi - Perossisomi (gliossisomi) - Mitocondri (sistema formato dalla membrana eucariotica, cioè l'organulo vero e proprio, e dall'eubatterio rickettsiale endosimbionte) - Plastidi (sistema formato dalla membrana eucariotica, cioè l'organulo vero e proprio, e dall'eubatterio cianobatterico endosimbionte) - Vacuoli |
| Strutture addizionali | - Membrana plasmatica - Flagelli - Ciglia | - Membrana plasmatica - Flagelli (solo nei gameti) - Parete cellulare - Plasmodesmi |

## Mitocondri
I mitocondri sono gli organelli addetti alla respirazione cellulare, sostituiti da introflessioni della membrana cellulare contenenti enzimi respiratori nei procarioti. Come respirazione cellulare si intende la produzione di energia come molecole ATP tramite l'ossidazione di cataboliti.
Altra funzione dei mitocondri è quella di fungere da serbatoio per gli ioni Ca++, che devono essere contenuti nella cellula in minime ma costanti quantità con grandi scorte. Possiedono due membrane cellulari, la primaria e la secondaria: lo spazio fra queste due membrane è detto spazio intermembrana. La prima membrana è molto porosa, nello spazio intermembrana si trova un fluido acquoso ricco di sali minerali ed altre sostanze. Lo spazio interno alla seconda membrana, più selettiva, all'interno della quale la seconda parete si allunga in lunghe pieghe da entrambe le parti che arrivano circa a metà e che sono dette creste mitocondriali. In queste creste si depositano gli enzimi respiratori. 
Analoghi ai mitocondri, e probabilmente derivati da essi, sono i mitosomi.

## Ribosomi
I ribosomi hanno il compito di effettuare la sintesi proteica, ogni ribosoma è composto da due subunità ribosomiali, che consistono in RNA ribosomiale e proteine, che vengono montate separatamente nel nucleolo del nucleo. Le subunità si spostano attraverso i pori nucleari nel citoplasma, dove si legano per formare il ribosoma funzionante. I ribosomi possono essere ritrovati nel citoplasma, sia liberi che associati con una membrana chiamata reticolo endoplasmatico. I ribosomi liberi sintetizzano le proteine, mentre i ribosomi del reticolo endoplasmatico possono riprodurre proteine che vengono secrete dalle cellule.

## Reticolo endoplasmatico
Il reticolo endoplasmatico è presente in tutte le cellule eucariote, sia animali che vegetali. La funzione primaria del reticolo endoplasmatico è quella di effettuare la sintesi dei lipidi o delle proteine che devono essere inviate all'esterno o in altri comparti-organelli cellulari. Il suo secondo scopo è quello di dividere la cellula in comparti: infatti spesso nel citosol avvengono reazioni chimiche che, se entrassero in contatto fra loro, genererebbero sostanze nocive per la cellula (o letali): invece il reticolo endoplasmatico, dividendola in tanti scomparti, preserva la sicurezza delle reazioni chimiche e garantisce il loro risultato. A questo proposito, la membrana nucleare si può considerare una porzione specializzata del reticolo stesso, in quanto delimita anch'essa uno spazio preciso: il nucleo. Il terzo scopo del reticolo endoplasmatico è quello di coadiuvare il citoscheletro e il citosol nel sostenere la cellula e prendere parte ai suoi movimenti.
In generale, il reticolo è costituito da una serie di membrane cellulari comuni, che si estendono da quella esterna a quella nucleare. Ci sono due tipi di reticolo: quello liscio e quello ruvido. Mentre quello liscio è semplicemente composto come sopradescritto, quello ruvido è ricoperto di ribosomi. Il primo serve ad effettuare la sintesi lipidica ed assume funzioni specifiche nelle cellule speciali (contenimento di enzimi, ioni ecc), il secondo ad effettuare la sintesi proteica (tramite i ribosomi) per scopi indirizzati all'esterno. Infatti le proteine così prodotte vengono glicosilate, ovvero vengono legate a catene che fungono da segnale per la spedizione all'esterno.

## Apparato del Golgi
L'apparato di Golgi serve a concentrare ed organizzare le secrezioni del reticolo endoplasmatico in granuli. È costituito da una serie di sacche di membrana cellulare, il cui interno è detto "lume della sacca": queste sacche sono dette dittiosomi. Essi si possono classificare in tre classi: quelli della 'faccia cis' - rivolti verso il nucleo, quelli intermedi e quelli della 'faccia trans’, rivolti verso il citoplasma.

## Plastidi
I plastidi come per esempio i cloroplasti, i cromoplasti e gli aminoplasti sono una famiglia di organelli con svariate funzioni. Nelle piante verdi, i cloroplasti, effettuano l'attività fotosintetica. I cloroplasti sono costituiti da un triplice sistema di membrane: la membrana limitante esterna che circonda completamente l'organello, la membrana limitante interna che si posiziona appena al di sotto di quella esterna, e le tilacoidi, terzo sistema di membrane costituito da una serie di cisterne appiattite che si trovano disperse nello stroma, compartimento interno racchiuso dalla due membrane limitanti.
All'interno delle tilacoidi alloggiano i pigmenti fotosintetici, come le clorofille responsabili della conversione dell'energia luminosa in energia chimica dell'ATP e del NADPH. Lo stroma inoltre contiene DNA, ribosomi, enzimi e tutti i fattori necessari alla trascrizione e per la sintesi proteica.

## Vacuolo
Presente sia nelle cellule vegetali che in quelle di funghi serve per immagazzinare sostanze nutritive ed altro. I vacuoli hanno la funzione principale di dare sostegno meccanico alla cellula e ai tessuti cellulari; infatti all'interno dei vacuoli vengono concentrati numerosi soluti che aumentano la pressione osmotica. La conseguenza è un ingresso netto di acqua nei vacuoli stessi, questi si gonfiano e determinano l'addossamento della membrana plasmatica alla parete cellulare.

## Lisosomi
Sono vescicole contenenti numerosi enzimi litici capaci di digerire gran parte delle molecole biologiche.
I globuli bianchi utilizzano lo stesso sistema per digerire i batteri ed eliminarli.

## Perossisomi
Il perossisoma (o microbodies) è un organello cellulare vescicolare di circa 0,5-1 µm di diametro, ubiquitario negli eucarioti, separato dal citoplasma da una membrana che contiene almeno 50 enzimi ossidativi. In generale i perossisomi sono considerati comparti metabolici specializzati, contenenti enzimi in grado di trasferire idrogeno da diverse sostanze e legarlo all'ossigeno per la formazione di perossido di idrogeno (H2O2). In una cellula epatica vi possono essere fino a 600 perossisomi all'interno dei quali è a volte rintracciabile un nucleo denso che contiene vari enzimi come l'urato ossidasi, la catalasi, il D-amminoacido ossidasi. I perossisomi furono identificati per la prima volta come organelli cellulari dal biochimico belga Christian de Duve nel 1967 dopo che erano stati descritti nel 1954 dallo svedese Johannes Rhodin.
I perossisomi esercitano molte azioni che vanno dall'ossidazione degli acidi grassi a lunga catena (detta beta-ossidazione), alla sintesi del colesterolo e degli acidi biliari nelle cellule epatiche, alla produzione di plasmalogeni. Intervengono altresì nel metabolismo degli amminoacidi e delle purine e prendono parte al processo di smaltimento dei composti metabolici tossici.
I perossisomi elaborano al loro interno il perossido di idrogeno (H2O2), (da cui presero il nome) a seguito dei processi di ossidazione, catalizzati da vari enzimi (urato ossidasi, glicolato ossidasi, amminoacido ossidasi) che per svolgersi necessitano di ossigeno molecolare (O2). Il perossido di idrogeno è altamente reattivo ed ha azione ossidante per cui viene subito eliminato dall'enzima catalasi (uno dei più rappresentati) che catalizza la seguente reazione:
2 H2O2 → O2 + 2 H2O
Dal catabolismo degli acidi grassi a lunga catena si formano perossido di idrogeno e acetil coenzima A (acetil CoA). L'acetil CoA viene utilizzato dalla cellula per il proprio metabolismo. Il perossido di idrogeno ha potere lesivo nei confronti di microrganismi ed interviene in alcuni processi di detossificazione.

## Ciglia, flagelli
Strutture lunghe e sottili che differiscono fra loro solo per la dimensione. Quando sono corte e numerose sono ciglia, quando sono lunghi e poco numerosi sono flagelli.
Ciglia e flagelli hanno funzione di difesa e movimento.

## Centrioli
Organelli citoplasmatici, non contenuti nel nucleo. Costituiti da nove triplette di microtubuli. Si duplicano durante l'interfase che precede la fase mitotica ed inoltre partecipano alla formazione del corpo basale di ciglia e flagelli.